# Шингони
Шингони (фр. Tsingoni) — коммуна и населённый пункт в островном регионе Майотта, в западной части острова Майотта (Маоре). 
Коммуна состоит из собственно города Шингони (2643 жителей, 2012 год) и 3-х населённых пунктов, в том числе: Мровале (619 жителей, 2012 год), Комбани (4616 жителей, 2012 год), Миререни (фр. Mirereni, 2576 жителей, 2012 год). Общее население коммуны составляет 10 464 человека (перепись 2012 года).